# Elezioni amministrative in Italia del 2025
Le elezioni amministrative in Italia del 2025 coinvolgeranno comuni e province.
A livello comunale, nelle regioni a statuto ordinario e in Sicilia si sono tenute il 25 e 26 maggio, mentre gli eventuali turni di ballottaggio si sono tenuti l'8 e 9 giugno, in contemporanea ai referendum abrogativi. Per quanto riguarda le regioni a statuto speciale, in Friuli-Venezia Giulia le elezioni si sono svolte il 13 e 14 aprile, con eventuale turno di ballottaggio il 27 e 28 aprile. In Trentino-Alto Adige le elezioni si sono tenute il 4 maggio, con eventuale turno di ballottaggio il 18 maggio. In Sardegna le elezioni si sono tenute l'8 e il 9 giugno. In Valle d'Aosta le elezioni si terranno in autunno, contestualmente alle elezioni regionali.
Le elezioni comunali si svolgeranno nei 468 comuni che hanno terminato il mandato nel secondo semestre 2024, di cui 75 comuni con popolazione superiore ai 15000 abitanti e 393 inferiore. Tra i comuni superiori, 9 sono comuni capoluogo, di cui 3 capoluoghi di regione. Per i comuni che sono andati al voto nel 2020 le elezioni si svolgeranno nella primavera del 2026, visto che il mandato elettorale scade nel secondo semestre del 2025. Questo è dovuto al rinvio delle elezioni amministrative del 2020 dalla primavera al mese di settembre, a causa delle restrizioni per la pandemia di COVID-19.
Le elezioni provinciali si sono tenute in varie date nel corso dell'anno per eleggere 17 consigli provinciali e 18 presidenti di provincia.

## Elezioni comunali

### Comuni al voto per regione
| Regione                          | Capoluoghi                  | Complesso                   | Complesso                   |
| Regione                          | Capoluoghi                  | Comuni superiori            | Comuni inferiori            |
| Regioni a statuto ordinario      | Regioni a statuto ordinario | Regioni a statuto ordinario | Regioni a statuto ordinario |
| -------------------------------- | --------------------------- | --------------------------- | --------------------------- |
| Piemonte (dettagli)              | 0                           | 0                           | 9                           |
| Lombardia (dettagli)             | 0                           | 4                           | 14                          |
| Veneto (dettagli)                | 0                           | 1                           | 8                           |
| Liguria (dettagli)               | 1                           | 1                           | 4                           |
| Emilia-Romagna (dettagli)        | 1                           | 1                           | 4                           |
| Toscana                          | 0                           | 0                           | 0                           |
| Umbria (dettagli)                | 0                           | 1                           | 2                           |
| Marche (dettagli)                | 0                           | 2                           | 0                           |
| Lazio (dettagli)                 | 0                           | 3                           | 6                           |
| Abruzzo (dettagli)               | 0                           | 2                           | 4                           |
| Molise (dettagli)                | 0                           | 0                           | 1                           |
| Campania (dettagli)              | 0                           | 7                           | 8                           |
| Puglia (dettagli)                | 1                           | 4                           | 6                           |
| Basilicata (dettagli)            | 1                           | 1                           | 7                           |
| Calabria (dettagli)              | 0                           | 4                           | 13                          |
| Totale                           | 4                           | 31                          | 86                          |
|                                  |                             |                             |                             |
| Regioni a statuto speciale       |                             |                             |                             |
| Valle d'Aosta (dettagli)         | 1                           | 1                           | N/A                         |
| Trentino-Alto Adige (dettagli)   | 2                           | 38                          | 230                         |
| Friuli-Venezia Giulia (dettagli) | 1                           | 2                           | 2                           |
| Sicilia (dettagli)               | 0                           | 1                           | 8                           |
| Sardegna (dettagli)              | 1                           | 1                           | 6                           |
| Totale                           | 5                           | 43                          | 246                         |
|                                  |                             |                             |                             |
| Complesso                        |                             |                             |                             |
| Totale                           | 9                           | 74                          | 332                         |

### Elezioni comunali nei comuni superiori
A seguito del voto del primo turno (25 e 26 maggio) nei 31 comuni con più di 15 mila abitanti, in 9 ha vinto il centro-sinistra, in 4 il centro-destra, in 1 destra, in 6 altri, e in 13 si è andati al ballottaggio.
| Coalizione                       | Comuni  | Variazione |
| -------------------------------- | ------- | ---------- |
| Centro-sinistra                  | 24 / 74 | 3          |
| Centro-destra                    | 16 / 74 | 6          |
| Liste civiche                    | 11 / 74 | 4          |
| Liste civiche di centro-destra   | 7 / 74  | 1          |
| PATT                             | 3 / 74  | 1          |
| SVP                              | 2 / 74  | 1          |
| Liste civiche di centro-sinistra | 2 / 74  | 5          |
| Sinistra                         | 2 / 74  | 2          |
| Centrismo                        | 1 / 74  | 1          |
| Destra                           | 1 / 74  | 1          |
| Movimento 5 Stelle               | 1 / 74  | 0          |
| Liste civiche di centro          | 0 / 74  | 3          |
| Coalizione trasversale           | 0 / 74  | 1          |
| Alternativa Popolare             | 0 / 74  | 1          |

### Elezioni comunali nei capoluoghi di provincia
Nei capoluoghi di provincia, ha vinto al primo turno il centro-sinistra in 2, a Genova e Ravenna mentre in altri 2, Taranto e Matera, si è andati al ballottaggio.
     Coalizione di centro-destra
     Coalizione di centro-sinistra
     Commissario prefettizio
| Regione               | Comune    | Popolazione (2024) | Sindaco uscente | Sindaco uscente         | Sindaco eletto | Sindaco eletto            | Primo turno | Primo turno | Secondo turno | Secondo turno | Seggi   |
| Regione               | Comune    | Popolazione (2024) | Sindaco uscente | Sindaco uscente         | Sindaco eletto | Sindaco eletto            | Voti        | %           | Voti          | %             | Seggi   |
| --------------------- | --------- | ------------------ | --------------- | ----------------------- | -------------- | ------------------------- | ----------- | ----------- | ------------- | ------------- | ------- |
| Valle d'Aosta         | Aosta     | 34 008             |                 | Gianni Nuti (Ind.)      |                |                           |             |             |               |               | 0 / 27  |
| Trentino-Alto Adige   | Bolzano   | 107 914            |                 | Renzo Caramaschi (Ind.) |                | Claudio Corrarati (Ind.)  | 15 024      | 36,25%      | 17 491        | 51,03         | 17 / 45 |
| Trentino-Alto Adige   | Trento    | 118 288            |                 | Franco Ianeselli (Ind.) |                | Franco Ianeselli (Ind.)   | 27 201      | 54,65%      | —             | —             | 24 / 40 |
| Friuli-Venezia Giulia | Pordenone | 52 365             |                 | Alberto Parigi (FdI)    |                | Alessandro Basso (FdI)    | 11 688      | 54,03%      | —             | —             | 24 / 40 |
| Liguria               | Genova    | 564 038            |                 | Pietro Piciocchi (Ind.) |                | Silvia Salis (Ind.)       | 124 720     | 51,48%      | —             | —             | 24 / 40 |
| Emilia-Romagna        | Ravenna   | 156 150            |                 | Fabio Sbaraglia (PD)    |                | Alessandro Barattoni (PD) | 35 759      | 58,15%      | —             | —             | 21 / 32 |
| Puglia                | Taranto   | 185 974            |                 | Giuliana Perrotta       |                | Piero Bitetti (Con)       | 32 875      | 37,39%      | 39 512        | 54,66%        | 20 / 32 |
| Basilicata            | Matera    | 60 404             |                 | Raffaele Ruberto        |                | Antonio Nicoletti (Ind.)  | 11 832      | 36,98%      | 13 905        | 51,31%        | 11 / 32 |
| Sardegna              | Nuoro     | 36 154             |                 | Giovanni Pirisi         |                | Emiliano Fenu (M5S)       | 11 289      | 63,05%      | —             | —             | 16 / 24 |

## Elezioni comunali
Di seguito sono riportati i collegamenti alle pagine con i risultati delle elezioni comunali nelle rispettive regioni italiane.

### Trentino-Alto Adige

#### Bolzano
| Candidati                                                       | Candidati                    | II turno             | II turno          | I turno | I turno | Liste                          | Voti   | %     | Seggi |
| Candidati                                                       | Candidati                    | Voti                 | %                 | Voti    | %       | Liste                          | Voti   | %     | Seggi |
| --------------------------------------------------------------- | ---------------------------- | -------------------- | ----------------- | ------- | ------- | ------------------------------ | ------ | ----- | ----- |
|                                                                 | Claudio Corrarati ✔️ Sindaco | 17 491               | 51,03             | 15 032  | 36,24   | Fratelli d'Italia              | 5 724  | 15,40 | 7     |
| La Civica X Bolzano - Corrarati Sindaco                         | Claudio Corrarati ✔️ Sindaco | 17 491               | 51,03             | 15 032  | 36,24   | 4 343                          | 11,68  | 6     |       |
| Lega                                                            | Claudio Corrarati ✔️ Sindaco | 17 491               | 51,03             | 15 032  | 36,24   | 1 856                          | 4,99   | 2     |       |
| Forza Italia                                                    | Claudio Corrarati ✔️ Sindaco | 17 491               | 51,03             | 15 032  | 36,24   | 1 156                          | 3,11   | 2     |       |
| Totale liste                                                    | Claudio Corrarati ✔️ Sindaco | 17 491               | 51,03             | 15 032  | 36,24   | 13 079                         | 35,19  | 17    |       |
|                                                                 | Juri Andriollo               | 16 784               | 48,97             | 11 326  | 27,31   | Partito Democratico            | 4 666  | 12,55 | 6     |
| Verdi-Grüne-Vërc – Sinistra/Die Linke                           | Juri Andriollo               | 16 784               | 48,97             | 11 326  | 27,31   | 2 911                          | 7,83   | 4     |       |
| Lista Civica con Juri Andriollo                                 | Juri Andriollo               | 16 784               | 48,97             | 11 326  | 27,31   | 1 953                          | 5,25   | 1     |       |
| Restart                                                         | Juri Andriollo               | 16 784               | 48,97             | 11 326  | 27,31   | 489                            | 1,32   | –     |       |
| Seggio di coalizione                                            | Seggio di coalizione         | Seggio di coalizione | 48,97             | 11 326  | 27,31   | 1                              |        |       |       |
| Totale liste                                                    | Juri Andriollo               | 16 784               | 48,97             | 11 326  | 27,31   | 10 019                         | 26,96  | 12    |       |
|                                                                 | Stephan Konder               | Stephan Konder       | Stephan Konder    | 6 269   | 15,11   | Südtiroler Volkspartei         | 6 002  | 16,15 | 6     |
| Seggio di coalizione                                            | Seggio di coalizione         | Seggio di coalizione | Stephan Konder    | 6 269   | 15,11   | 1                              |        |       |       |
|                                                                 | Angelo Gennaccaro            | Angelo Gennaccaro    | Angelo Gennaccaro | 5 185   | 12,50   | La Civica – Io sto con Bolzano | 4 788  | 12,88 | 5     |
| Seggio di coalizione                                            | Seggio di coalizione         | Seggio di coalizione | Angelo Gennaccaro | 5 185   | 12,50   | 1                              |        |       |       |
|                                                                 | Matthias Cologna             | Matthias Cologna     | Matthias Cologna  | 2 837   | 6,84    | Team K                         | 2 610  | 7,02  | 2     |
| Seggio di coalizione                                            | Seggio di coalizione         | Seggio di coalizione | Matthias Cologna  | 2 837   | 6,84    | 1                              |        |       |       |
|                                                                 | Simonetta Lucchi             | Simonetta Lucchi     | Simonetta Lucchi  | 827     | 1,99    | Movimento 5 Stelle             | 514    | 1,38  | –     |
| Rifondazione Comunista - Pace e Diritti                         | Simonetta Lucchi             | Simonetta Lucchi     | Simonetta Lucchi  | 827     | 1,99    | 157                            | 0,42   | –     |       |
| Totale liste                                                    | Simonetta Lucchi             | Simonetta Lucchi     | Simonetta Lucchi  | 827     | 1,99    | 671                            | 1,81   | –     |       |
| Totale                                                          | Totale                       | 34 275               | 100               | 41 476  | 100     |                                | 37 169 | 100   | 45    |
|                                                                 |                              |                      |                   |         |         |                                |        |       |       |
| Regione autonoma Trentino-Alto Adige: Primo Turno Secondo Turno |                              |                      |                   |         |         |                                |        |       |       |

1. ↑  42,8% al ballottaggio del 18 maggio.
2. ↑  Include candidati del PSI
3. ↑  Include candidati di Europa Verde
4. ↑  Include candidati della Lista Civica con Caramaschi

#### Trento
|                                             | Franco Ianeselli ✔️ Sindaco | 27 201               | 54,65 | Partito Democratico - PSI   | 11 080 | 24,64 | 12 |  |  |
| Campobase                                   | Franco Ianeselli ✔️ Sindaco | 27 201               | 54,65 | 4 446                       | 9,89   | 4     |    |  |  |
| Insieme per Trento                          | Franco Ianeselli ✔️ Sindaco | 27 201               | 54,65 | 4 013                       | 8,92   | 4     |    |  |  |
| Alleanza Verdi e Sinistra                   | Franco Ianeselli ✔️ Sindaco | 27 201               | 54,65 | 2 369                       | 5,27   | 2     |    |  |  |
| Intesa Per Ianeselli Sindaco                | Franco Ianeselli ✔️ Sindaco | 27 201               | 54,65 | 1 746                       | 3,88   | 1     |    |  |  |
| Sì Trento                                   | Franco Ianeselli ✔️ Sindaco | 27 201               | 54,65 | 1 373                       | 3,05   | 1     |    |  |  |
| Totale liste                                | Franco Ianeselli ✔️ Sindaco | 27 201               | 54,65 | 25 027                      | 55,65  | 24    |    |  |  |
|                                             | Ilaria Goio                 | 13 241               | 26,60 | Fratelli d'Italia           | 6 494  | 14,44 | 6  |  |  |
| Lega                                        | Ilaria Goio                 | 13 241               | 26,60 | 3 051                       | 6,78   | 2     |    |  |  |
| Forza Italia                                | Ilaria Goio                 | 13 241               | 26,60 | 1 931                       | 4,29   | 1     |    |  |  |
| Seggio di coalizione                        | Seggio di coalizione        | Seggio di coalizione | 26,60 | 1                           |        |       |    |  |  |
| Totale liste                                | Ilaria Goio                 | 13 241               | 26,60 | 11 476                      | 25,52  | 10    |    |  |  |
|                                             | Giulia Bortolotti           | 3 689                | 7,41  | Onda                        | 1 358  | 3,02  | 1  |  |  |
| Movimento 5 Stelle                          | Giulia Bortolotti           | 3 689                | 7,41  | 1 006                       | 2,24   | –     |    |  |  |
| Partito della Rifondazione Comunista        | Giulia Bortolotti           | 3 689                | 7,41  | 740                         | 1,65   | –     |    |  |  |
| Seggio di coalizione                        | Seggio di coalizione        | Seggio di coalizione | 7,41  | 1                           |        |       |    |  |  |
| Totale liste                                | Giulia Bortolotti           | 3 689                | 7,41  | 3 104                       | 6,90   | 2     |    |  |  |
|                                             | Claudio Geat                | 2 492                | 5,01  | Generazione Trento          | 2 333  | 5,19  | 1  |  |  |
| Seggio di coalizione                        | Seggio di coalizione        | Seggio di coalizione | 5,01  | 1                           |        |       |    |  |  |
|                                             | Andrea Demarchi             | 2 312                | 4,65  | Prima Trento                | 2 241  | 4,98  | –  |  |  |
| Seggio di coalizione                        | Seggio di coalizione        | Seggio di coalizione | 4,65  | 1                           |        |       |    |  |  |
|                                             | Simonetta Gabrielli         | 835                  | 1,68  | Democrazia Sovrana Popolare | 789    | 1,75  | –  |  |  |
| Totale                                      | Totale                      | 49 770               | 100   |                             | 44 970 | 100   | 40 |  |  |
|                                             |                             |                      |       |                             |        |       |    |  |  |
| Fonte: Regione autonoma Trentino-Alto Adige |                             |                      |       |                             |        |       |    |  |  |

1. ↑  Include candidati di Casa Autonomia, Più Europa, Italia Viva e Azione[senza fonte]
2. ↑  Include candidati di Autonomisti Popolari[senza fonte]
3. ↑  Include candidati del Partito Autonomista Trentino Tirolese, della La Civica e di Noi Trento (Lista Fugatti).

### Friuli-Venezia Giulia

#### Pordenone
|                                      | Alessandro Basso ✔️ Sindaco | 11 688               | 54,03 | Fratelli d'Italia   | 4 250  | 22,53 | 10 |  |  |
| Pordenone Cambia – Lista Ciriani     | Alessandro Basso ✔️ Sindaco | 11 688               | 54,03 | 2 104               | 11,16  | 5     |    |  |  |
| Pordenone Civica                     | Alessandro Basso ✔️ Sindaco | 11 688               | 54,03 | 1 667               | 8,84   | 4     |    |  |  |
| Lega                                 | Alessandro Basso ✔️ Sindaco | 11 688               | 54,03 | 1 486               | 7,88   | 3     |    |  |  |
| Forza Italia                         | Alessandro Basso ✔️ Sindaco | 11 688               | 54,03 | 1 102               | 5,84   | 2     |    |  |  |
| Totale liste                         | Alessandro Basso ✔️ Sindaco | 11 688               | 54,03 | 10 609              | 56,25  | 24    |    |  |  |
|                                      | Nicola Conficoni            | 7 703                | 35,61 | Partito Democratico | 3 745  | 19,86 | 8  |  |  |
| Pordenone in Salute                  | Nicola Conficoni            | 7 703                | 35,61 | 1 259               | 6,68   | 3     |    |  |  |
| Il Bene Comune                       | Nicola Conficoni            | 7 703                | 35,61 | 989                 | 5,24   | 2     |    |  |  |
| Italia Viva                          | Nicola Conficoni            | 7 703                | 35,61 | 263                 | 1,39   | –     |    |  |  |
| Un'altra Pordenone C'è               | Nicola Conficoni            | 7 703                | 35,61 | 259                 | 1,37   | –     |    |  |  |
| Seggio di coalizione                 | Seggio di coalizione        | Seggio di coalizione | 35,61 | 1                   |        |       |    |  |  |
| Totale liste                         | Nicola Conficoni            | 7 703                | 35,61 | 6 256               | 33,17  | 14    |    |  |  |
|                                      | Marco Salvador              | 1 645                | 7,60  | Salvador Sindaco    | 1 305  | 6,92  | 1  |  |  |
| Seggio di coalizione                 | Seggio di coalizione        | Seggio di coalizione | 7,60  | 1                   |        |       |    |  |  |
|                                      | Anna Ciriani                | 595                  | 2,75  | #AmiAmoPordenone    | 432    | 2,29  | –  |  |  |
| Totale                               | Totale                      | 21 631               | 100   |                     | 18 861 | 100   | 40 |  |  |
|                                      |                             |                      |       |                     |        |       |    |  |  |
| Fonte: Regione Friuli-Venezia Giulia |                             |                      |       |                     |        |       |    |  |  |

1. ↑  Include candidati dell'Unione di Centro[26].
2. ↑  Include candidati della Lista Fedriga.
3. ↑  Include candidati di Sinistra Italiana, Europa Verde, Partito della Rifondazione Comunista e Open FVG.
4. ↑  Include candidati di Azione, Movimento 5 Stelle e Civica FVG.

### Liguria

#### Genova
|                                      | Silvia Salis ✔️ Sindaca | 124 720              | 51,48 | Partito Democratico                   | 65 960  | 29,06 | 14 |  |  |
| Silvia Salis Sindaca                 | Silvia Salis ✔️ Sindaca | 124 720              | 51,48 | 18 853                                | 8,31    | 4     |    |  |  |
| Alleanza Verdi e Sinistra            | Silvia Salis ✔️ Sindaca | 124 720              | 51,48 | 15 705                                | 6,92    | 3     |    |  |  |
| Movimento 5 Stelle                   | Silvia Salis ✔️ Sindaca | 124 720              | 51,48 | 11 583                                | 5,10    | 2     |    |  |  |
| Riformiamo Genova con Silvia Salis   | Silvia Salis ✔️ Sindaca | 124 720              | 51,48 | 5 405                                 | 2,38    | 1     |    |  |  |
| Totale liste                         | Silvia Salis ✔️ Sindaca | 124 720              | 51,48 | 117 506                               | 51,77   | 24    |    |  |  |
|                                      | Pietro Piciocchi        | 107 091              | 44,20 | Fratelli d'Italia                     | 28 234  | 12,44 | 5  |  |  |
| Vince Genova                         | Pietro Piciocchi        | 107 091              | 44,20 | 24 237                                | 10,68   | 4     |    |  |  |
| Noi Moderati - Bucci Orgoglio Genova | Pietro Piciocchi        | 107 091              | 44,20 | 17 806                                | 7,84    | 3     |    |  |  |
| Lega                                 | Pietro Piciocchi        | 107 091              | 44,20 | 15 757                                | 6,94    | 2     |    |  |  |
| Forza Italia                         | Pietro Piciocchi        | 107 091              | 44,20 | 8 589                                 | 3,78    | 1     |    |  |  |
| Nuovo PSI - DC                       | Pietro Piciocchi        | 107 091              | 44,20 | 3 752                                 | 1,65    | –     |    |  |  |
| Unione di Centro                     | Pietro Piciocchi        | 107 091              | 44,20 | 1 189                                 | 0,52    | –     |    |  |  |
| Seggio di coalizione                 | Seggio di coalizione    | Seggio di coalizione | 44,20 | 1                                     |         |       |    |  |  |
| Totale liste                         | Pietro Piciocchi        | 107 091              | 44,20 | 99 564                                | 43,86   | 15    |    |  |  |
|                                      | Mattia Crucioli         | 3 502                | 1,45  | Uniti per la Costituzione             | 3 382   | 1,49  | –  |  |  |
|                                      | Antonella Marras        | 3 131                | 1,29  | Sinistra Alternativa (PCI - PRC - SA) | 2 954   | 1,30  | –  |  |  |
|                                      | Francesco Toscano       | 1 917                | 0,79  | Democrazia Sovrana Popolare           | 1 834   | 0,81  | –  |  |  |
|                                      | Raffaella Gualco        | 1 248                | 0,52  | Genova Unita                          | 1 138   | 0,50  | –  |  |  |
|                                      | Cinzia Ronzitti         | 651                  | 0,27  | Partito Comunista dei Lavoratori      | 619     | 0,27  | –  |  |  |
| Totale                               | Totale                  | 242 260              | 100   |                                       | 226 997 | 100   | 40 |  |  |
|                                      |                         |                      |       |                                       |         |       |    |  |  |
| Fonte: genova24.it                   |                         |                      |       |                                       |         |       |    |  |  |

1. ↑  Include candidati di PSI e Possibile
2. ↑  Include candidati di Linea Condivisa, Volt Europa[27] e del Partito Liberaldemocratico
3. ↑  Include candidati di Azione, DemoS, Italia Viva e +Europa[28]
4. ↑  Include candidati di Alternativa Popolare
5. ↑  Include candidati di Ancora Italia, Circolo Culturale Proletario, Contronarrazione, Demos, Nuovo Ordine Internazionalista, Popolo Unito, Giovani Genovesi e SiAmo[29]
6. ↑  La candidatura è sostenuta anche dalla lista indipendente di Marco Loconte[30]
7. ↑  Include candidati di Indipendenza!

### Emilia-Romagna

#### Ravenna
|                               | Alessandro Barattoni ✔️ Sindaco | 35 759               | 58,15 | Partito Democratico                                                  | 23 739 | 40,00 | 16 |  |  |
| Movimento 5 Stelle            | Alessandro Barattoni ✔️ Sindaco | 35 759               | 58,15 | 2 627                                                                | 4,43   | 1     |    |  |  |
| Alleanza Verdi e Sinistra     | Alessandro Barattoni ✔️ Sindaco | 35 759               | 58,15 | 2 578                                                                | 4,34   | 1     |    |  |  |
| Partito Repubblicano Italiano | Alessandro Barattoni ✔️ Sindaco | 35 759               | 58,15 | 2 508                                                                | 4,23   | 1     |    |  |  |
| Ama Ravenna                   | Alessandro Barattoni ✔️ Sindaco | 35 759               | 58,15 | 2 174                                                                | 3,66   | 1     |    |  |  |
| Progetto Ravenna              | Alessandro Barattoni ✔️ Sindaco | 35 759               | 58,15 | 1 441                                                                | 2,43   | 1     |    |  |  |
| Totale liste                  | Alessandro Barattoni ✔️ Sindaco | 35 759               | 58,15 | 35 067                                                               | 59,08  | 21    |    |  |  |
|                               | Nicola Grandi                   | 15 405               | 25,05 | Fratelli d'Italia                                                    | 9 958  | 16,78 | 5  |  |  |
| Forza Italia                  | Nicola Grandi                   | 15 405               | 25,05 | 2 845                                                                | 4,79   | 1     |    |  |  |
| Viva Ravenna                  | Nicola Grandi                   | 15 405               | 25,05 | 1 688                                                                | 2,84   | 1     |    |  |  |
| Seggio di coalizione          | Seggio di coalizione            | Seggio di coalizione | 25,05 | 1                                                                    |        |       |    |  |  |
| Totale liste                  | Nicola Grandi                   | 15 405               | 25,05 | 14 491                                                               | 24,41  | 7     |    |  |  |
|                               | Alvaro Ancisi                   | 3 976                | 6,47  | Lega - Il Popolo della Famiglia - Lista per Ravenna - Ancisi Sindaco | 3 318  | 5,59  | 1  |  |  |
| Ambiente & Animali            | Alvaro Ancisi                   | 3 976                | 6,47  | 492                                                                  | 0,83   | –     |    |  |  |
| Seggio di coalizione          | Seggio di coalizione            | Seggio di coalizione | 6,47  | 1                                                                    |        |       |    |  |  |
| Totale liste                  | Alvaro Ancisi                   | 3 976                | 6,47  | 3 810                                                                | 6,42   | 1     |    |  |  |
|                               | Veronica Verlicchi              | 2 704                | 4,40  | La Pigna                                                             | 2 579  | 4,35  | –  |  |  |
| Seggio di coalizione          | Seggio di coalizione            | Seggio di coalizione | 4,40  | 1                                                                    |        |       |    |  |  |
|                               | Marisa Iannucci                 | 1 859                | 3,02  | Rifondazione Comunista                                               | 561    | 0,95  | –  |  |  |
| Potere al Popolo!             | Marisa Iannucci                 | 1 859                | 3,02  | 414                                                                  | 0,70   | –     |    |  |  |
| Ravenna in Comune             | Marisa Iannucci                 | 1 859                | 3,02  | 372                                                                  | 0,63   | –     |    |  |  |
| Partito Comunista Italiano    | Marisa Iannucci                 | 1 859                | 3,02  | 287                                                                  | 0,48   | –     |    |  |  |
| Totale liste                  | Marisa Iannucci                 | 1 859                | 3,02  | 1 634                                                                | 2,75   | –     |    |  |  |
|                               | Maurizio Miserocchi             | 895                  | 1,46  | Ravenna al Centro                                                    | 892    | 1,50  | –  |  |  |
|                               | Giovanni Morgese                | 893                  | 1,45  | Democrazia Cristiana                                                 | 881    | 1,48  | –  |  |  |
| Totale                        | Totale                          | 61 491               | 100   |                                                                      | 59 354 | 100   | 32 |  |  |
|                               |                                 |                      |       |                                                                      |        |       |    |  |  |
| Fonte: Eligendo               |                                 |                      |       |                                                                      |        |       |    |  |  |

1. ↑  Include candidati di Ambiente e Territorio
2. ↑  Include candidati di Italia Viva, Azione, Partito Socialista Italiano e +Europa

### Puglia

#### Taranto
| Candidati                           | Candidati                | II turno             | II turno            | I turno | I turno | Liste                     | Voti   | %     | Seggi |
| Candidati                           | Candidati                | Voti                 | %                   | Voti    | %       | Liste                     | Voti   | %     | Seggi |
| ----------------------------------- | ------------------------ | -------------------- | ------------------- | ------- | ------- | ------------------------- | ------ | ----- | ----- |
|                                     | Piero Bitetti ✔️ Sindaco | 39 512               | 54,65               | 32 875  | 37,39   | Partito Democratico       | 12 719 | 15,24 | 8     |
| Con Bitetti                         | Piero Bitetti ✔️ Sindaco | 39 512               | 54,65               | 32 875  | 37,39   | 6 523                     | 7,82   | 4     |       |
| Unire Taranto                       | Piero Bitetti ✔️ Sindaco | 39 512               | 54,65               | 32 875  | 37,39   | 4 135                     | 4,95   | 2     |       |
| Per Bitetti Sindaco                 | Piero Bitetti ✔️ Sindaco | 39 512               | 54,65               | 32 875  | 37,39   | 3 476                     | 4,16   | 2     |       |
| Democrazia Solidale                 | Piero Bitetti ✔️ Sindaco | 39 512               | 54,65               | 32 875  | 37,39   | 2 552                     | 3,06   | 1     |       |
| Alleanza Verdi e Sinistra           | Piero Bitetti ✔️ Sindaco | 39 512               | 54,65               | 32 875  | 37,39   | 1 900                     | 2,28   | 1     |       |
| Democrazia Cristiana                | Piero Bitetti ✔️ Sindaco | 39 512               | 54,65               | 32 875  | 37,39   | 1 695                     | 2,03   | 1     |       |
| Partito Liberaldemocratico - Azione | Piero Bitetti ✔️ Sindaco | 39 512               | 54,65               | 32 875  | 37,39   | 1 476                     | 1,77   | 1     |       |
| Totale liste                        | Piero Bitetti ✔️ Sindaco | 39 512               | 54,65               | 32 875  | 37,39   | 34 476                    | 41,31  | 20    |       |
|                                     | Francesco Tacente        | 32 775               | 45,33               | 22 987  | 26,14   | Prima Taranto             | 5 380  | 6,45  | 1     |
| Patto Popolare                      | Francesco Tacente        | 32 775               | 45,33               | 22 987  | 26,14   | 3 956                     | 4,74   | 1     |       |
| Unione di Centro - Evviva Taranto   | Francesco Tacente        | 32 775               | 45,33               | 22 987  | 26,14   | 3 824                     | 4,58   | 1     |       |
| Riformisti per Taranto - Socialisti | Francesco Tacente        | 32 775               | 45,33               | 22 987  | 26,14   | 3 785                     | 4,54   | 1     |       |
| Fortemente Liberi                   | Francesco Tacente        | 32 775               | 45,33               | 22 987  | 26,14   | 3 144                     | 3,77   | 1     |       |
| Taranto Popolare                    | Francesco Tacente        | 32 775               | 45,33               | 22 987  | 26,14   | 1 530                     | 1,83   | –     |       |
| Noi Taranto                         | Francesco Tacente        | 32 775               | 45,33               | 22 987  | 26,14   | 1 494                     | 1,79   | –     |       |
| Seggio di coalizione                | Seggio di coalizione     | Seggio di coalizione | 45,33               | 22 987  | 26,14   | 1                         |        |       |       |
| Totale liste                        | Francesco Tacente        | 32 775               | 45,33               | 22 987  | 26,14   | 23 113                    | 27,69  | 6     |       |
|                                     | Luca Lazzaro             | Luca Lazzaro         | Luca Lazzaro        | 17 060  | 19,40   | Fratelli d'Italia (A)     | 7 184  | 8,61  | 2     |
| Forza Italia (A)                    | Luca Lazzaro             | Luca Lazzaro         | Luca Lazzaro        | 17 060  | 19,40   | 4 353                     | 5,22   | 1     |       |
| Noi Moderati - Lazzaro Sindaco (A)  | Luca Lazzaro             | Luca Lazzaro         | Luca Lazzaro        | 17 060  | 19,40   | 2 099                     | 2,51   | –     |       |
| Partito Liberale Italiano           | Luca Lazzaro             | Luca Lazzaro         | Luca Lazzaro        | 17 060  | 19,40   | 760                       | 0,91   | –     |       |
| Seggio di coalizione                | Seggio di coalizione     | Seggio di coalizione | Luca Lazzaro        | 17 060  | 19,40   | 1                         |        |       |       |
| Totale liste                        | Luca Lazzaro             | Luca Lazzaro         | Luca Lazzaro        | 17 060  | 19,40   | 14 396                    | 17,25  | 4     |       |
|                                     | Annagrazia Angolano      | Annagrazia Angolano  | Annagrazia Angolano | 9 597   | 10,91   | Movimento 5 Stelle        | 5 245  | 6,28  | –     |
| Angolano Sindaca                    | Annagrazia Angolano      | Annagrazia Angolano  | Annagrazia Angolano | 9 597   | 10,91   | 1 291                     | 1,55   | –     |       |
| Seggio di coalizione                | Seggio di coalizione     | Seggio di coalizione | Annagrazia Angolano | 9 597   | 10,91   | 1                         |        |       |       |
| Totale liste                        | Annagrazia Angolano      | Annagrazia Angolano  | Annagrazia Angolano | 9 597   | 10,91   | 6 536                     | 7,83   | 1     |       |
|                                     | Mirko Di Bello           | Mirko Di Bello       | Mirko Di Bello      | 4 562   | 5,19    | Lista con Di Bello        | 1 694  | 2,03  | –     |
| Taranto e Futuro                    | Mirko Di Bello           | Mirko Di Bello       | Mirko Di Bello      | 4 562   | 5,19    | 1 062                     | 1,27   | –     |       |
| Movimento Sportivo                  | Mirko Di Bello           | Mirko Di Bello       | Mirko Di Bello      | 4 562   | 5,19    | 464                       | 0,56   | –     |       |
| Impronta Verde                      | Mirko Di Bello           | Mirko Di Bello       | Mirko Di Bello      | 4 562   | 5,19    | 380                       | 0,46   | –     |       |
| Tre Terre                           | Mirko Di Bello           | Mirko Di Bello       | Mirko Di Bello      | 4 562   | 5,19    | 375                       | 0,45   | –     |       |
| I Rioni                             | Mirko Di Bello           | Mirko Di Bello       | Mirko Di Bello      | 4 562   | 5,19    | 289                       | 0,35   | –     |       |
| Seggio di coalizione                | Seggio di coalizione     | Seggio di coalizione | Mirko Di Bello      | 4 562   | 5,19    | 1                         |        |       |       |
| Totale liste                        | Mirko Di Bello           | Mirko Di Bello       | Mirko Di Bello      | 4 562   | 5,19    | 4 264                     | 5,11   | 1     |       |
|                                     | Mario Cito               | Mario Cito           | Mario Cito          | 844     | 0,96    | Lega d'Azione Meridionale | 675    | 0,81  | –     |
| Totale                              | Totale                   | 72 297               | 100                 | 87 925  | 100     |                           | 83 460 | 100   | 32    |
|                                     |                          |                      |                     |         |         |                           |        |       |       |
| Fonte: Ministero dell'interno       |                          |                      |                     |         |         |                           |        |       |       |

1. ↑  Include candidati di Socialismo XXI e Possibile.
2. ↑  Lista sostenuta da dissidenti del Partito Socialista Italiano.
3. ↑  Include candidati del Partito della Rifondazione Comunista
4. ↑  Include candidati del Movimento 5 Stelle e del Partito Pensionati, Invalidi e Giovani

### Basilicata

#### Matera
| Candidati                               | Candidati                    | II turno              | II turno              | I turno | I turno | Liste                   | Voti   | %     | Seggi |
| Candidati                               | Candidati                    | Voti                  | %                     | Voti    | %       | Liste                   | Voti   | %     | Seggi |
| --------------------------------------- | ---------------------------- | --------------------- | --------------------- | ------- | ------- | ----------------------- | ------ | ----- | ----- |
|                                         | Antonio Nicoletti ✔️ Sindaco | 13 905                | 51,31                 | 11 832  | 36,98   | Fratelli d'Italia       | 3 226  | 10,41 | 4     |
| Matera Capitale                         | Antonio Nicoletti ✔️ Sindaco | 13 905                | 51,31                 | 11 832  | 36,98   | 2 192                   | 7,08   | 2     |       |
| Forza Italia                            | Antonio Nicoletti ✔️ Sindaco | 13 905                | 51,31                 | 11 832  | 36,98   | 1 691                   | 5,46   | 2     |       |
| Io Sud                                  | Antonio Nicoletti ✔️ Sindaco | 13 905                | 51,31                 | 11 832  | 36,98   | 1 469                   | 4,74   | 2     |       |
| Acito - UdC                             | Antonio Nicoletti ✔️ Sindaco | 13 905                | 51,31                 | 11 832  | 36,98   | 1 248                   | 4,03   | 1     |       |
| La Scelta Giusta                        | Antonio Nicoletti ✔️ Sindaco | 13 905                | 51,31                 | 11 832  | 36,98   | 489                     | 1,58   | –     |       |
| Totale liste                            | Antonio Nicoletti ✔️ Sindaco | 13 905                | 51,31                 | 11 832  | 36,98   | 10 315                  | 33,30  | 11    |       |
|                                         | Roberto Cifarelli            | 13 196                | 48,69                 | 13 925  | 43,52   | Matera Democratica      | 4 480  | 14,46 | 5     |
| Matera 2030                             | Roberto Cifarelli            | 13 196                | 48,69                 | 13 925  | 43,52   | 2 624                   | 8,47   | 3     |       |
| Matera in Azione                        | Roberto Cifarelli            | 13 196                | 48,69                 | 13 925  | 43,52   | 2 510                   | 8,10   | 3     |       |
| Matera nel Cuore                        | Roberto Cifarelli            | 13 196                | 48,69                 | 13 925  | 43,52   | 1 331                   | 4,30   | 1     |       |
| Basilicata Casa Comune per Matera       | Roberto Cifarelli            | 13 196                | 48,69                 | 13 925  | 43,52   | 1 286                   | 4,15   | 1     |       |
| Materia Futura - Dai giovani per Matera | Roberto Cifarelli            | 13 196                | 48,69                 | 13 925  | 43,52   | 1 212                   | 3,91   | 1     |       |
| Volt Matera                             | Roberto Cifarelli            | 13 196                | 48,69                 | 13 925  | 43,52   | 1 036                   | 3,34   | 1     |       |
| Socialisti e Più Matera                 | Roberto Cifarelli            | 13 196                | 48,69                 | 13 925  | 43,52   | 1 009                   | 3,26   | 1     |       |
| Periferie per Matera                    | Roberto Cifarelli            | 13 196                | 48,69                 | 13 925  | 43,52   | 770                     | 2,49   | 1     |       |
| Seggio di coalizione                    | Seggio di coalizione         | Seggio di coalizione  | 48,69                 | 13 925  | 43,52   | 1                       |        |       |       |
| Totale liste                            | Roberto Cifarelli            | 13 196                | 48,69                 | 13 925  | 43,52   | 16 258                  | 52,48  | 18    |       |
|                                         | Domenico Bennardi            | Domenico Bennardi     | Domenico Bennardi     | 2 664   | 8,33    | Movimento 5 Stelle      | 1 694  | 5,47  | –     |
| Seggio di coalizione                    | Seggio di coalizione         | Seggio di coalizione  | Domenico Bennardi     | 2 664   | 8,33    | 1                       |        |       |       |
|                                         | Vincenzo Santochirico        | Vincenzo Santochirico | Vincenzo Santochirico | 2 192   | 6,85    | Progetto Comune Matera  | 1 857  | 5,99  | 1     |
| Seggio di coalizione                    | Seggio di coalizione         | Seggio di coalizione  | Vincenzo Santochirico | 2 192   | 6,85    | 1                       |        |       |       |
|                                         | Luca Prisco                  | Luca Prisco           | Luca Prisco           | 1 381   | 4,32    | Democrazia Materana (A) | 853    | 2,75  | –     |
| Totale                                  | Totale                       | 27 101                | 100                   | 31 994  | 100     |                         | 30 977 | 100   | 32    |
|                                         |                              |                       |                       |         |         |                         |        |       |       |
| Fonte: Ministero dell'interno           |                              |                       |                       |         |         |                         |        |       |       |

1. ↑  Candidato sostenuto da Noi Moderati
2. ↑  Include candidati della Lega
3. ↑  Include dissidenti del Partito Democratico e candidati di Italia Viva
4. ↑  Include dissidenti di Forza Italia
5. ↑  Include candidati di Europa Verde

### Sardegna

#### Nuoro
|                                                  | Emiliano Fenu ✔️ Sindaco | 11 289               | 63,05 | Riformisti per Nuoro - Partito Democratico | 3 280  | 19,00 | 5  |  |  |
| Movimento 5 Stelle                               | Emiliano Fenu ✔️ Sindaco | 11 289               | 63,05 | 2 280                                      | 13,21  | 4     |    |  |  |
| Uniti per Fenu Sindaco                           | Emiliano Fenu ✔️ Sindaco | 11 289               | 63,05 | 1 573                                      | 9,11   | 2     |    |  |  |
| Progressisti Nuoro - Liberu                      | Emiliano Fenu ✔️ Sindaco | 11 289               | 63,05 | 1 183                                      | 6,85   | 2     |    |  |  |
| Alleanza Verdi e Sinistra                        | Emiliano Fenu ✔️ Sindaco | 11 289               | 63,05 | 978                                        | 5,67   | 1     |    |  |  |
| Sinistra Futura                                  | Emiliano Fenu ✔️ Sindaco | 11 289               | 63,05 | 814                                        | 4,72   | 1     |    |  |  |
| Partito Socialista Italiano - Socialisti Nuoresi | Emiliano Fenu ✔️ Sindaco | 11 289               | 63,05 | 786                                        | 4,55   | 1     |    |  |  |
| Totale liste                                     | Emiliano Fenu ✔️ Sindaco | 11 289               | 63,05 | 10 894                                     | 63,11  | 16    |    |  |  |
|                                                  | Giuseppe Cucca           | 4 601                | 25,70 | SiAmo Nuoro                                | 1 333  | 7,72  | 2  |  |  |
| Cucca Sindaco                                    | Giuseppe Cucca           | 4 601                | 25,70 | 1 033                                      | 5,98   | 1     |    |  |  |
| Forza Nuoro al Centro                            | Giuseppe Cucca           | 4 601                | 25,70 | 905                                        | 5,24   | 1     |    |  |  |
| Cambiamo Nuoro ora!                              | Giuseppe Cucca           | 4 601                | 25,70 | 601                                        | 3,48   | 1     |    |  |  |
| Partito Sardo d'Azione                           | Giuseppe Cucca           | 4 601                | 25,70 | 499                                        | 2,89   | –     |    |  |  |
| Riformiamo Nuoro                                 | Giuseppe Cucca           | 4 601                | 25,70 | 360                                        | 2,09   | –     |    |  |  |
| Seggio di coalizione                             | Seggio di coalizione     | Seggio di coalizione | 25,70 | 1                                          |        |       |    |  |  |
| Totale liste                                     | Giuseppe Cucca           | 4 601                | 25,70 | 4 731                                      | 27,41  | 5     |    |  |  |
|                                                  | Lisetta Bidoni           | 1 618                | 9,04  | Progetto per Nuoro                         | 1 405  | 8,14  | 1  |  |  |
| Seggio di coalizione                             | Seggio di coalizione     | Seggio di coalizione | 9,04  | 1                                          |        |       |    |  |  |
|                                                  | Domenico Mele            | 397                  | 2,22  | Democrazia Sovrana Popolare                | 233    | 1,35  | –  |  |  |
| Totale                                           | Totale                   | 17 905               | 100   |                                            | 17 263 | 100   | 24 |  |  |
|                                                  |                          |                      |       |                                            |        |       |    |  |  |
| Fonte: Ministero dell'interno                    |                          |                      |       |                                            |        |       |    |  |  |

1. ↑  Data dalla somma delle percentuali ottenute dai candidati Carlo Prevosto e Alessandro Murgia
2. ↑  Include candidati di Europa Verde, Sinistra Italiana e Sinistra Sarda.
3. ↑  Include candidati di Fortza Paris.
4. ↑  Candidato sostenuto da Azione e Italia Viva
5. ↑  Include candidati della Lega per Salvini premier
6. ↑  Include candidati di Un’altra Sardegna
7. ↑  Include candidati di Forza Italia e dell'Unione di Centro
8. ↑  Include candidati di Fratelli d'Italia
9. ↑  Include candidati di Volt Italia

### Esplicative
1. ↑  Il comune di Fonte Nuova, precedentemente governato da FdI-PD
2. ↑  Dal 1° luglio 2024 è vicesindaco facente funzioni in sostituzione di Alessandro Ciriani (Ind.), dimessosi dopo essere stato eletto al Parlamento europeo.[16][17]
3. ↑  Dal 9 dicembre 2024 è vicesindaco facente funzioni in sostituzione di Marco Bucci (Ind.), eletto Presidente della Regione Liguria.[18][19]
4. ↑  Dal 13 dicembre 2024 è vicesindaco facente funzioni in sostituzione di Michele De Pascale (PD), eletto Presidente della Regione Emilia-Romagna.[20][21]
5. ↑  Dal 21 febbraio 2025 è commissario straordinario in sostituzione di Rinaldo Melucci (PD), decaduto in seguito alle dimissioni della metà più uno dei consiglieri comunali.[22]
6. ↑  Dal 22 ottobre 2024 è commissario straordinario in sostituzione di Domenico Bennardi (M5S), decaduto in seguito alle dimissioni della metà più uno dei consiglieri comunali.[23]
7. ↑  Dal 12 giugno 2024 è commissario straordinario in sostituzione di Andrea Soddu (Ind.), dimessosi per il mancato raggiungimento in tempi previsti dell'approvazione della legge del bilancio 2024-2026.[24]

### Bibliografiche
1. 1 2 3   Elezioni 2025 | Amministrative e Referendum, su Ministero dell'Interno. URL consultato il 14 maggio 2025.
2. ↑   Elezioni e referendum 2025, quando si vota: comunali il 25 e 26 maggio, secondo turno 8 e 9 giugno con le 5 consultazioni, su corriere.it, Corriere della Sera, 13 marzo 2025. URL consultato il 13 marzo 2025.
3. ↑   Ok Cdm a dl elezioni, ballottaggi e referendum 8-9 giugno, su askanews.it, 13 marzo 2025. URL consultato il 13 marzo 2025.
4. ↑   Enti locali: Roberti, elezioni comunali fissate al 13 e 14 aprile, su regione.fvg.it.
5. ↑   Elezioni comunali e regionali nella stessa data il prossimo autunno, su lastampa.it, 26 febbraio 2025. URL consultato il 25 giugno 2025.
6. ↑   Legge regionale 3 marzo 2025, n. 4 - Testo vigente, su consiglio.vda.it, 3 marzo 2025. URL consultato il 25 giugno 2025.
7. 1 2 3   Elezioni amministrative, primavera 2026 e 2027 per Comuni andati al voto in emergenza COVID 2020/21, su ANCI, 12 dicembre 2024.
8. ↑   Elezioni Comunali 2025, su tuttitalia.it.
9. ↑   Ministero dell'interno (PDF), su dait.interno.gov.it. URL consultato il 26 maggio 2025.
10. ↑   Regione Sardegna, su delibere.regione.sardegna.it. URL consultato il 26 maggio 2025.
11. ↑   Regione Trentino-Alto Adige (PDF), su regione.taa.it. URL consultato il 26 maggio 2025.
12. ↑   Regione Friuli-Venezia Giulia (PDF), su autonomielocali.regione.fvg.it. URL consultato il 26 maggio 2025.
13. ↑   Regione Siciliana (PDF), su regione.sicilia.it. URL consultato il 26 maggio 2025.
14. ↑   Elezioni Comunali 2025, su la Repubblica.
15. ↑   Tutti i risultati delle elezioni comunali, su Pagella Politica, 27 maggio 2025.
16. ↑   Anagrafe degli amministratori locali e regionali - Alberto Parigi, su amministratori.interno.gov.it. URL consultato il 2 aprile 2025.
17. ↑   Ciriani ha rassegnato le dimissioni: Alberto Parigi nuovo sindaco di Pordenone, su pordenonetoday.it, 1° luglio 2024. URL consultato il 2 aprile 2025.
18. ↑   Anagrafe degli amministratori locali e regionali - Pietro Piciocchi, su amministratori.interno.gov.it. URL consultato il 2 aprile 2025.
19. ↑   Genova, Pietro Piciocchi assume le funzioni di Sindaco sino alle elezioni, su liguriaoggi.it, 10 dicembre 2024. URL consultato il 2 aprile 2025.
20. ↑   Anagrafe degli amministratori locali e regionali - Fabio Sbaraglia, su amministratori.interno.gov.it. URL consultato il 2 aprile 2025.
21. ↑   Comune di Ravenna, Fabio Sbaraglia è il nuovo sindaco facente funzioni, su sestopotere.com, 31 dicembre 2024. URL consultato il 2 aprile 2025.
22. ↑   Comune di Taranto, il Prefetto nomina commissario Giuliana Perrotta, su lagazzettadelmezzogiorno.it, 22 febbraio 2025. URL consultato il 2 aprile 2025.
23. ↑   Matera: Ruberto nominato commissario prefettizio, su ansa.it, 22 ottobre 2024. URL consultato il 2 aprile 2025.
24. ↑   Giovanni Pirisi nominato commissario del Comune di Nuoro, su ansa.it, 13 giugno 2024. URL consultato il 2 aprile 2025.
25. ↑   Ballottaggi, a Bolzano il Team K lascia libertà di voto. Sostegno ad Andriollo dal M5S, su Rai News, 10 maggio 2025.
26. ↑   L'Udc vuole portare lo scudo crociato in Comune con Luigi Bonomo, su pordenonetoday.it.
27. ↑   Elezioni a Genova, la lista civica di Silvia Salis presenta i 40 candidati: ecco chi sono, su telenord.it.
28. ↑   Elezioni comunali, i candidati di Riformiamo Genova con Silvia Salis, su genovatoday.it.
29. ↑   Genova, Comunali, Crucioli si candida a sindaco: "Siamo noi il terzo polo", su telenord.it.
30. ↑   Comunali: Marco Loconte ritira la candidatura e annuncia, "Appoggerò Marras", su genovatoday.it.
31. ↑  Diretta del 3 giugno 2025.
32. ↑   Ballottaggio, centrodestra si ricompatta: “Uniti con Tacente sindaco per il futuro della città", su tarantotoday.it, 31 maggio 2025. URL consultato il 31 maggio 2025.
33. ↑   Matera: Cifarelli, ufficiale l'apparentamento con Prisco, su ansa.it, 31 maggio 2025. URL consultato il 31 maggio 2025.